# Transcription (paléographie)
Pour les articles homonymes, voir Transcription.

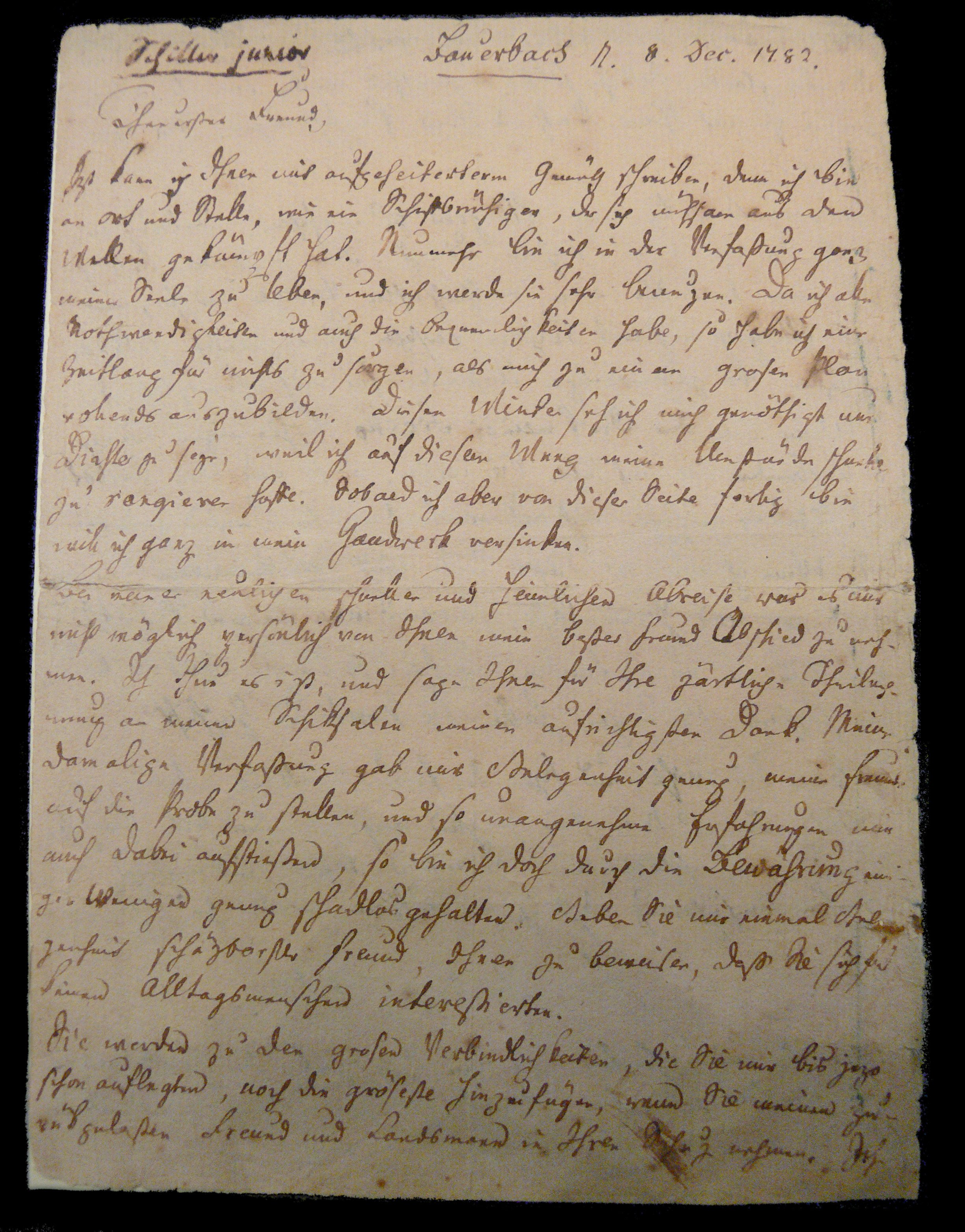
Lettre autographe du poète allemand Friedrich von Schiller.

En paléographie, la transcription consiste à reproduire un texte manuscrit, en rétablissant notamment les abréviations qu'il peut contenir.

## Notions élémentaires

### Lettres
Les lettres permettent de reconnaître le début d'un mot et par la même faciliter sa recherche, ceci après avoir relevé les pièges de certaines lettres qui suivant les scribes se confondent : les S et F, i et J, B et G, etc. .

### Particularités
Les particularités, ce sont des lettres ajoutées dans les mots ou utilisées à la place d'autres lettres, ceci assez couramment, sans parler de l'orthographe très aléatoire de certains scribes, en particulier en état-civil où les noms et mots étaient souvent écrits sous une forme phonétique par certains prêtres.
Exemple : avec la lettre ( P ) ajoutée dans le mot Achepteur (acheteur), et avec (Es) qui remplace les é ou è et un ( P ) en plus dans Escripre (écrire), Nopces (noces).

### Abréviations
Obstacle majeur dans les décryptages, parfois l'enchaînement de plusieurs de ces abréviations rend le texte incompréhensible. Certaines sont utilisées en état civil dans les noms patronymiques.
Les abréviations spéciales et leurs formes :
- Les abréviations en fin de mot : un trait courbé, droit, recourbé ou de forme particulière sur, au-dessus ou au-dessous de la ligne d'écriture abrège la graphie des mots,
  - Exemples : Tut(eur) et curat(eur), Desf(unts), Eslect(ions), Sucess(ion), etc.
- Les abréviations en milieu de mot : sans ou indiquées par un tilde, plusieurs lettres ou syllabes ont été supprimées, souvent seules les premières et dernières lettres sont formées.
  - Exemples : Consom(matio)n, déclar(ati)on, So(m)me, Egl(is)e, etc.
- En début de mot : des signes particuliers correspondent à plusieurs lettres : Autre-Pre-Tres-Ter-Trans-Ser-Cer-Mar,
  - Exemples : (Autre)ment, (Pre)neur, (Tres)pas, (Ter)rouer, etc.

Certains signes sont plus fréquemment utilisés :
Il s'agit de : COM, CON, PAR, PER, PRE, PRO, que l'on retrouve aussi dans des noms patronymiques, et qui sont très souvent utilisés par des scribes de toutes régions et de toutes origines : état civil, notaire, etc. . Il s’agissait bien là d’un codage précis et commun à tous, c’est la sténographie d’aujourd’hui.
- - Exemple : avec COM, CON,

(Com)modément, (Com)missaire, etc.…..
- - Exemple : avec PAR, PER,(Par)lement, (Par)tye, (Per)sonne, (Par)eil, etc.…
  - Exemple avec PRO et PRE : P(ro)pre, P(ro)mis, P(ro)chain, P(roche), etc.…..

Ensuite les abréviations en Exposant, forme plus classique.
- - Exemple : Cinq(uiè)me, Con(se)i(ll)er, soubs(ig)né, etc.
- Les abréviations Courantes :
  - Exemple : Ahuy pour Aujourd’hui